# Fissidens schwabei
Fissidens schwabei är en bladmossart som beskrevs av Noguchi 1955. Fissidens schwabei ingår i släktet fickmossor, och familjen Fissidentaceae. Inga underarter finns listade i Catalogue of Life.